# Machadi Djamil Amirov
Machadi Djamil Amirov (en azéri : Məşədi Cəmil Əmiraslan oğlu Əmirov, né en 1875 à Choucha et mort en 1928 à Gandja) est un joueur de tar et compositeur azéri. Il est le père de Fikret Amirov, compositeur de renommée mondiale, l'un des plus grands représentants de la culture nationale.

## Biographie
Il fait ses études primaires dans une madrasa. Le scientifique musicologue Mir Mohsun Navvab joue un rôle important dans sa formation en tant que musicien. Grâce à son talent brillant, Mashadi Djamil atteint la renommée et l'amour des auditeurs en tant que tariste et khanende.Depuis 1907, M.Dj.Amirov vit à Gandja et joue un rôle important dans la vie musicale de la ville. Il joue du tar en accompagnant le chant de nombreux khanende exceptionnels - Mashadi Mammad Farzaliev, Malybeyli Hamid, Bulbul, Seyid Chouchinski, Zulfu Adiguezalov. En 1910, la compagnie "Gramophone" à Riga enregistre un certain nombre de mugams et de chansons interprétées par M. Amirov et d'autres musiciens.

## Éducation à Istanbul
En 1911, il se rend en Turquie pour recevoir une éducation musicale. Il vit à Istanbul pendant deux ans, étudiant la musique turque et européenne. Ici, il agit également comme un ardent promoteur de la musique azerbaïdjanaise. Ses concerts à Istanbul et ses reportages sur la musique azerbaïdjanaise suscitent un grand intérêt. Machadi Djamil est le premier en Azerbaïdjan à réaliser la transcription musicale du mugam. En 1912, il écrit le mugam Eyrata et le publie dans le journal Chahbal. En Turquie, il apprend à jouer du oud et du canoun, et à son retour dans son pays natal, il emporte ces instruments avec lui.

## Activités du musicien
Les activités de Machadi Djamil sont multiformes. Il a un intérêt pour le théâtre et joue de divers rôles dans des opéras et des opérettes de U. Hajibeyli, qui sont mis en scène à Choucha et Gandja.
Amirov est l'auteur de l'opéra mugham Seifyal-Mulk (1915) et de l'opérette, qui ont du succès sur scène. Sa maison à Gandja était une sorte de salon de musique. Khananda et les artistes se réunissaient souvent ici, des soirées mugham et des concours étaient organisés où les meilleurs artistes étaient récompensés. En 1923-28, il crée une école de musique à Gandja, où il est directeur, professeur de tar, chef de l'ensemble d'instruments folkloriques. Par la suite, l'école devient  Collège de Musique à Gandja. Les étudiants de Machadi Djamil ont joué un rôle important dans la culture musicale azerbaïdjanaise.